# 津野海太郎
津野 海太郎（つの かいたろう、1938年4月6日 - ）は、日本の演出家・編集者・評論家。元晶文社取締役、和光大学名誉教授。

## 経歴
福岡県生まれ。本姓・鈴木。東京都新宿区立落合中学校から東京都立戸山高等学校を経て早稲田大学第一文学部国文科卒。大学時代は劇研に所属していた。
大学卒業後の1962年に『新日本文学』の編集者となる。1965年には晶文社に入社。劇団「黒テント」で演出家として活動する一方、1998年まで、晶文社の編集責任者として、雑誌『WonderLand』などを編集。植草甚一やリチャード・ブローティガンなどの著作の出版に関わった。また、高橋悠治が主催していたミニコミ『水牛通信』の編集も担当。のち『季刊・本とコンピュータ』の編集長を務め、電子書籍の啓蒙にも携わっている。2009年まで和光大学教授・図書館長を務める。
演劇評論、書籍論などの執筆も行い、2003年、坪内逍遥伝『滑稽な巨人』で新田次郎文学賞受賞、2009年『ジェローム・ロビンスが死んだ』で芸術選奨文部科学大臣賞受賞。2019年、『最後の読書』で読売文学賞（随筆・紀行賞）受賞。
演劇活動では、山元清多と1967年に結成した「六月劇場」（岸田森、草野大悟、樹木希林など）を皮切りに、1980年代なかばまで、「黒テント」でプロデューサー、演出家として活動する。おもな演出作品に、ブレヒト『夜打つ太鼓』、長谷川四郎『審判』、山元清多『さよならマックス』、津野構成『ラ・バラッカ』、高橋悠治構成『可不可』など。

## 著書
- 『悲劇の批判』（晶文社） 1970
- 『門の向うの劇場 同時代演劇論』（白水社） 1972
- 『ペストと劇場』（晶文社） 1980
- 『小さなメディアの必要』（晶文社） 1981
- 『物語・日本人の占領』（朝日選書） 1985、平凡社ライブラリー 1999
- 『歩く書物 ブックマンが見た夢』（リブロポート） 1986
- 『本とコンピューター』（晶文社） 1993
- 『歩くひとりもの』（思想の科学社） 1993、ちくま文庫 1998
- 『本はどのように消えてゆくのか』（晶文社） 1996
- 『新・本とつきあう法 活字本から電子本まで』（中公新書） 1998
- 『だれのための電子図書館?』（大日本印刷ICC本部） 1999
- 『読書欲・編集欲』（晶文社） 2001
- 『滑稽な巨人 坪内逍遥の夢』（平凡社） 2002
- 『本が揺れた! 1997-2001』（大日本印刷ICC本部、本とコンピュータ叢書） 2002
- 『ジェローム・ロビンスが死んだ ミュージカルと赤狩り』（平凡社） 2008、
  - 改題『ジェローム・ロビンスが死んだ なぜ彼は密告者になったのか？』（小学館文庫） 2011
- 『おかしな時代 『ワンダーランド』と黒テントへの日々』（本の雑誌社） 2008
- 『したくないことはしない 植草甚一の青春』（新潮社） 2009
- 『電子本をバカにするなかれ 書物史の第三の革命』（国書刊行会） 2010
- 『花森安治伝 日本の暮しを変えた男』（新潮社） 2013、新潮文庫 2016
- 『百歳までの読書術』（本の雑誌社） 2015
- 『読書と日本人』（岩波新書） 2016
- 『最後の読書』（新潮社） 2018、新潮文庫 2021
- 『かれが最後に書いた本』（新潮社） 2022
- 『生きるための読書』（新潮社） 2024

### 共著・編纂
- 『地図の記号論 方法としての地図論の試み』（堀淳一ほか、批評社） 1990
- 『コンピューター文化の使い方』（室謙二、思想の科学社） 1994
- 『品格なくして地域なし』（関川夏央ほか、晶文社） 1996
- 『徹底活用「オンライン書店」の誘惑』（晶文社） 1998
- 『徹底活用「オンライン読書」の挑戦』（二木麻里共著、晶文社） 2000
- 『小沢信男さん、あなたはどうやって食ってきましたか』（小沢信男, 黒川創共著、編集グループSURE） 2011
- 『編集の提案』（宮田文久編、黒鳥社） 2022

## 出演
- SWITCHインタビュー 達人達「鈴木敏夫×津野海太郎」（2020年11月28日、NHK Eテレ）[5]